# Gražvydas Mikulėnas
Gražvydas Mikulėnas (Vilnius, Litva, 18. prosinca 1973.) je bivši litavski nogometaš i nacionalni reprezentativac. Posljednji klub za koji je nastupao bio je poljski Wigry iz Suwalaka.
Mikulėnas je karijeru počeo u omladinskom pogonu Žalgiris Vilniusa da bi se 1990. pridružio seniorskom sastavu. Igrač je s klubom do 1997. osvojio dva naslova litavskog prvaka (1991. i 1992.) te četiri kupa (1991., 1993., 1994. i 1997.). Nakon toga Mikulėnas odlazi u Poljsku gdje potpisuje za varšavsku Poloniju. Poslije dvije sezone u klubu, Mikulėnasa kupuje tadašnja Croatia Zagreb. Nakon neuspjeha u Zagrebu, igrač se vraća u Poljsku gdje nastavlja igrati za Poloniju s kojom 2000. osvaja dvostruku krunu (nacionalno prvenstvo i kup).
Osim karijere koju je najvećim dijelom proveo u Poljskoj, Mikulėnas je kratko igrao u Grčkoj (Akratitos) i Latviji (FK Ventspils) gdje je 2004. osvojio latvijski kup.
Za litavsku reprezentaciju Mikulėnas je debitirao 24. rujna 1997. u utakmici protiv Poljske koju je Litva izgubila s 2:0. Igrač je do 2003. skupio 12 nastupa za nacionalnu vrstu te je zabio jedan gol.

## Osvojeni trofeji

### Klupski trofeji
| Klub             | Trofej             | Godina |
| Litva            | Litva              | Litva  |
| ---------------- | ------------------ | ------ |
| Žalgiris Vilnius | Litavsko prvenstvo | 1991.  |
| Žalgiris Vilnius | Litavski kup       | 1991.  |
| Žalgiris Vilnius | Litavsko prvenstvo | 1992.  |
| Žalgiris Vilnius | Baltička liga      | 1993.  |
| Žalgiris Vilnius | Litavski kup       | 1993.  |
| Žalgiris Vilnius | Litavski kup       | 1994.  |
| Žalgiris Vilnius | Litavski kup       | 1997.  |
| Hrvatska         |                    |        |
| Croatia Zagreb   | Hrvatsko prvenstvo | 1999.  |
| Poljska          |                    |        |
| Polonia Varšava  | Poljsko prvenstvo  | 2000.  |
| Polonia Varšava  | Poljski Superkup   | 2000.  |
| Latvija          |                    |        |
| FK Ventspils     | Latvijski kup      | 2004.  |

## Vanjske poveznice
- Profil igrača na National Football Teams.com
- Playerhistory.com
- Transfermarkt.co.uk
- 90minut.pl